# Feanwâlden
Feanwâlden (en néerlandais : Veenwouden) est un village de la commune néerlandaise de Dantumadiel, dans la province de Frise.

## Géographie
Le village est situé dans le nord de la Frise, à 5 km au sud de Damwâld.

## Démographie
Le 1er janvier 2018, le village comptait 3 505 habitants.

## Sites et monuments
- L'église réformée Saint-Jean, construite en 1648 sur l'emplacement d'une église médiévale.

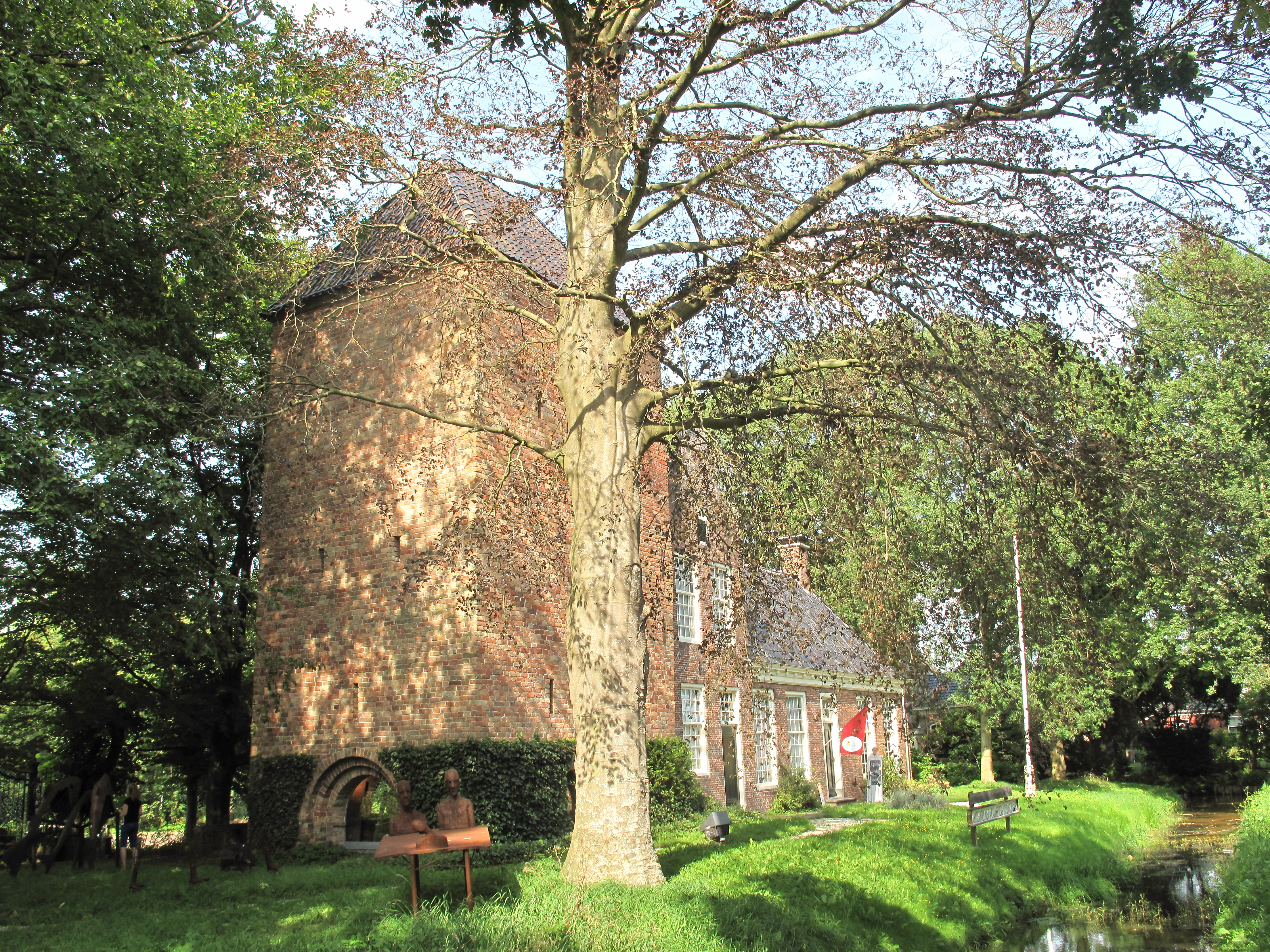
Le château Skierstins

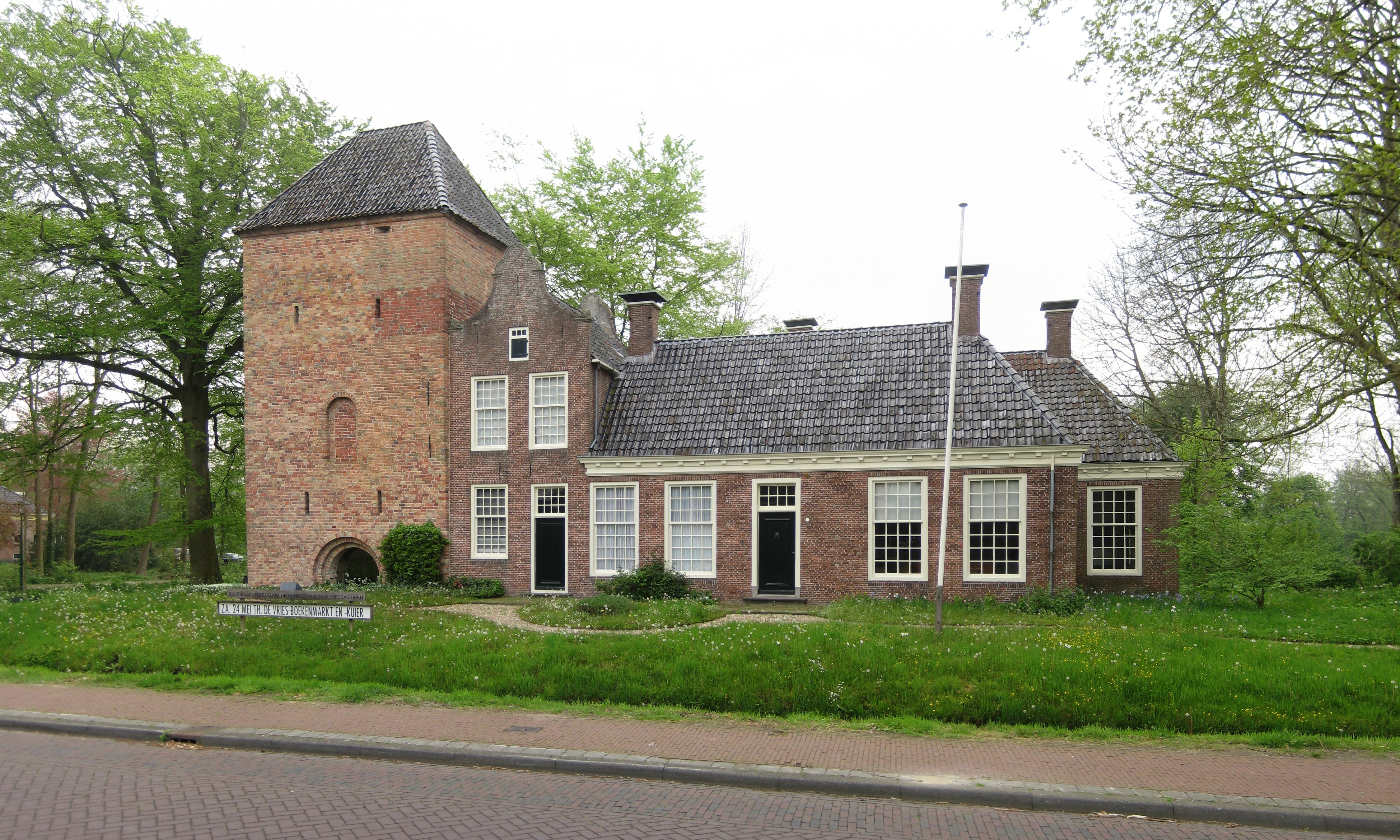

- Le château Skierstins, construit au XIVe siècle, dont il reste une tour de briques adossée à un bâtiment plus récent.